# Nothotrichia
Nothotrichia är ett släkte av nattsländor. Nothotrichia ingår i familjen smånattsländor.
Kladogram enligt Catalogue of Life:
| Nothotrichia | \| \| Nothotrichia cautinensis \| \| \| \| \| \| Nothotrichia illiesi \| \| \| \| \| \| Nothotrichia shasta \| \| \| \| |
|              | \| \| Nothotrichia cautinensis \| \| \| \| \| \| Nothotrichia illiesi \| \| \| \| \| \| Nothotrichia shasta \| \| \| \| |
|              | Nothotrichia cautinensis                                                                                                |
|              | |
|              | Nothotrichia illiesi |
|              | |
|              | Nothotrichia shasta |
|              | |